# Бердзенішвілі Михайло Іраклійович
Михайло Іраклійович Бердзенішвілі (груз. მიხეილ ბერძენიშვილი, нар. 19 квітня (2 травня) 1914, Тифліс — пом. 9 жовтня 1990, Тбілісі) — грузинський радянський футболіст. Заслужений майстер спорту.
З 1936 по 1946 рік захищав кольори тбіліського «Динамо». Грав на позиції напівсереднього нападника і в середині поля. На час завершення виступів — другий за результативністю гравець команди — 36 забитих м'ячів в 126 матчах. Окрім того, провів шість матчів (4 забитих м'ячі) у другому дивізіоні і 10 матчів (2 забитих м'ячі) у незавершеній першості 1941 року. Срібний призер чемпіонату СРСР 1939, 1940; бронзовий — 1936 (осінь), 1946. 
Фіналіст двох перших розіграшів національного кубка. У турнірі 1946 брав участь у всіх матчах, окрім вирішального. Усього провів 32 кубкових зустрічі, 17 забитих м'ячів. Виступав за збірні Закавказзя (1933–1935), Грузії (1937) і Тбілісі (1934–1937). Учасник закордонних турне по Скандинавії (1935), в Іран (1944) і Румунію (1945). У липні 1937 року провів два матчі проти збірної Країни Басків.
1946 року двоє футболістів тбіліського «Динамо», Гайоз Джеджелава і Михайло Бердзенішвілі, отримали почесне спортивне звання «Заслужений майстер спорту». Того ж року завершив навчання у школі тренерів при Грузинському державному інституті фізичної культури.
1948 року очолював тбіліське «Динамо» (четверте місце в чемпіонаті і півфінал кубка СРСР). Все подальше життя було пов'язане з грузинським футболом: працював тренером, начальником команди та на інших посадах.

## Досягнення
- Другий призер чемпіонату СРСР (2): 1939, 1940
- Третій призер чемпіонату СРСР (2): 1936 (осінь), 1946
- Фіналіст кубка СРСР (3): 1936, 1937, 1946